# Krížová Ves
Krížová Ves (německy Kreuz, maďarsky Keresztfalu, polsky Krzyżowa Wieś) je obec na Slovensku v okrese Kežmarok v Prešovském kraji. Žije zde přibližně 2 300 obyvatel. První písemná zmínka o obci pochází z roku 1290.
V obci stojí římskokatolický kostel Narození Páně, původně sv. Kříže, z 13. století a kaple sv. Antona Paduánského z roku 1800.